# Riitta El-Nemr
Riitta Kaarina El-Nemr, född Korolainen den 26 mars 1955 i Idensalmi, var stadsdirektör i Kristinestad i Österbotten i Finland åren 2005–2018.